# Эйхенгольц, Марк Давидович
Марк Давидович Эйхенгольц (12 сентября 1889, Кременчуг, Полтавская губерния, Российская империя — 2 апреля 1953, Москва) — советский литературовед, переводчик, прозаик, историк. Доктор наук, профессор. Действительный член Государственной академии художественных наук (с 1922).

## Биография
Родился 30 августа (по старому стилю) 1889 года в Кременчуге, в семье присяжного поверенного Давида Моисеевича Эйхенгольца. В 1914 году окончил романо-германское отделение историко-филологического факультета Московского университета.
Специалист в области французской литературы. Стажировался во Франции и Италии. С 1918 по 1921 гг. занимал должность секретаря Театрального отдела Наркомпроса. Член комиссии по исследованию художественной жизни в эпоху Октябрьской революции при Социологическом отделении, заведующий кабинетом революционного искусства Запада.
С 1918 года кроме того преподавал поэтику, историю западно-европейской литературы и театра на факультете общественных наук МГУ, в Высшем литературно-художественном институте им. В. Я. Брюсова, Институте живого слова и в ряде специализированных театральных школ. Работал также в НИИ языка и литературы, Институте красной профессуры, МОПИ и МГПИ.
Похоронен на Введенском кладбище (23 уч.).

## Творчество
Дебютировал в печати в библиотечном отделе газеты «Утро России» в 1915 году. Печатался в журналах «Вестник театра», «Печать и революция».
Основные исследования М. Д Эйхенгольца посвящены творчеству Э. Золя и Г. Флобера.
Автор фундаментальных работ по творчеству Э. Золя. Одной из самых известных и ценных для советского и российского литературоведения является монография «Творческая лаборатория Э. Золя» (1940). Впервые в СССР подготовил к выходу в свет собрания сочинений Э. Золя (1928—1935) и Г. Флобера (1933—1938), а также Избранные сочинения Флобера (1947), снабдив их подробными научными комментариями.
Брат Александр Давидович (1897—1970), библиограф, историк.

## Избранные работы
- Западно-европейская литература: Хрестоматия для старших классов средних школы (3-е изд. Москва : Учпедгиз, 1941).